# موزلی
موزلی (به انگلیسی: Mawsley) یک روستا و محله مدنی در بریتانیا است که در Kettering واقع شده‌است. موزلی ۲٬۳۲۰ نفر جمعیت دارد.